# Бут Олександр Микитович
Бут Олександр Микитович — український історик, доктор історичних наук, професор. Професор Донецького національного університету ім. Василя Стуса (ДонНУ ім. Василя Стуса).

## Життєпис
Народився 22 червня 1940 р. в робочій родині м. Дебальцеве Донецької області, Україна. Батько — Микита Самойлович — працював токарем вагонного депо, доброволець Другої світової війни. Мати — Олександра Іванівна, домогосподарка, залишилась на окупованій території з двома дітьми. Під час звільнення Донбасу в 1943 році, домівка потрапила під обстріл. Олексанр стає інвалідом війни. У 1957 році Олександр закінчив відбудовану на той час середню залізничну школу № 62 із золотою медаллю. З 1957 по 1962 р. Олександр Бут був студентом історичного факультету Харківського державного університету ім. О. М. Горького (нині ХНУ ім. В. Н. Каразіна). Після закінчення університету, за спеціальністю учитель історії, Конституції СРСР та основ політичних знань, в 1962—1963 рр. працював за призначенням Міністерства освіти учителем історії середньої школи № 10 м. Чистяково (нині Торез). До 1971 р. працював на виборній роботі з молоддю (у ВЛКСМ). Двічі обирався депутатом Торезької міської Ради. Обирався делегатом ХХ з'їзду ЛКСМ України (1966 р.) та III з'їзду Всесоюзного походу молоді по місцям слави батьків (м. Ленінград, 1967 р.). Обирався членом правління Донецької організації Всесоюзного товариства «Знання».
В 1971—1974 рр. навчався в очній аспірантурі Донецького політехнічного інституту і Донецького державного університету. За наказом Міністерства народної освіти з 1974 працював в Донецькому державному, а з 2000 в Донецькому національному університеті на посадах: старший викладач, доцент, професор кафедри історї КПРС та кафедри історії слов'ян.
Працюючи доцентом Донецького державного університету, в 1976—1977 рр. був командиром студентського будівельного загону ДонДУ в місті-побратимі Магдебург (НДР). Нагороджений медаллю міськбудкомбінату «За особливі досягнення в трудовому змаганні».
У листопаді 1974 р. захистив дисертацію на здобуття вченого ступеня кандидата історичних наук у Спеціалізованій вченій раді Донецького державного університету (спеціальність 07.00.01 - історія КПРС) В 1977 році присвоєно звання доцента. В 1981—1984 рр. працював деканом по роботі з іноземними студентами основних факультетів.
В 1991 р. захистив дисертацію на здобуття вченого ступеня доктора історичних наук на засіданні Спеціалізованій вченої ради Київського національного університету ім. Тараса Шевченка. Рішенням ВАК при Раді Міністрів СРСР в 1991 році присуджена вчена ступінь доктора історичних наук (спеціальність 07.00.01 - історія КПРС). В 1992 році присвоєно вчене звання професора кафедри української історії та етнополітики.
Протягом 1993—2012 рр. був замісником Голови редакційної комісії при Донецькій обласній адміністрації по збору матеріалів науково-документальної серії книг «Реабілітовані історією» в 27-ми томах (голова Головної редколегії академік НАН України. Герой України П. Т. Тронько) — тому «Реабілітовані історією. Донецька область» в 9 книгах.
В 1993—1996, 2005—2006 роках очолював державну екзаменаційну комісію по захисту дипломних робіт студентів за спеціальністю «Історія» Дніпропетровського державного університету.
Брав участь у підготовці науково-педагогічних кадрів, як науковий керівник 9 кандидатів і як науковий консультант одного доктора історичних наук. Член Спеціалізованої вченої ради Донецького університету з історичних спеціальностей (1996 —2014 рр.)
В 1996—2003 рр. займав посаду експерта з історичних спеціальностей Вищої атестаційної Комісії України при Кабінеті Міністрів України . В 1997 р. обрано дійсним членом Академії економічних наук України (1997 р.)
В 1999—2012 рр., за наказом Міносвіти України — заступник Голови експертної комісії по визначенню рівня і якості роботи ВНЗ та член експертної комісії з проведення акредитаційної підготовки фахівців зі спеціальності «Історія».
На початку 2000-х років член правління Національної спілки краєзнавців України; в 2009 делегат IV з'їзду НСКУ.
В 2002 році — виконавець проекту «Моніторинг дотримання прав національних меншин України», за призначенням Уповноваженого Верховної Ради України з прав людини.
2004—2008 рр. — експерт Ради по історичним наукам Вищої Атестаційної комісії при Кабінеті Міністрів України та в 2010—2013 рр. МОН України.
В 2005 р. обрано членом-кореспондентом в Петровській академії наук та мистецтв (м. Санкт-Петербург. Російська Федерація), а 2011 р. — академіком.
З початком бойових дій на Донбасі підтримав ідею і рішення Міністерства освіти і науки України про передислокацію ДонНУ в м. Вінниця (листопад 2014 р.) Виконував обов'язки завідувача кафедри історії України. Професор кафедри історії України в Донецькому національному університеті ім. Василя Стуса.

## Творчий шлях
Науковий інтерес — актуальні проблеми модерної і постмодерної історії України, соціально-економічний і політичний розвиток: комплексний аналіз проблем НЕПу, відбудови і поступу радянської індустріалізації України, управління промисловістю (новатори і керівники промисловості; маловідомі імена керівного складу великої індустрії); прояви радянського тоталітаризму: політичні репресії і реабілітація жертв тоталітарного режиму, а також краєзнавство та особливості національних відносин на Донбасі.
Автор 20 монографій, серед них 3 авторські. Найбільш відомі:
- Проблеми управління промисловістю: історичний досвід і уроки (на матеріалах парторганізацій України 1921—1941 рр.) — К.: Вид.во. Київ. Ун-ту «Либідь», 1990. — 228с.
- Бут А. Н., Добров П. В. «Экономическая контрреволюция» в Украине в 20-30-е годы ХХ века: от новых источников к новому осмыслению (под общей редакцией А. А. Бута). — Донецк: Изд. КИТИС. 2000. — 314 с.
- Бут О. М., Добров П. В. «Економічна контрреволюція» в Україні в 20-30-ті роки ХХ століття: від нових джерел до нового осмислення / О. М. Бут, П. В. Добров // за заг.ред О. М. Бута.- Вид.друге, випр. і доп., з іл. — Донецьк: Укр НТЕК, 2002. — 316 с.
- — Никольский В. Н. Бут А. Н., Добров П. В. Шевченко В. А. Книга памяти греков Украины. [Монография]. — Донецьк: Регіон, 2005. — 336 с.
- Бут О. М., Бондаренко В. С., Нікітенко К. В. Недержавний сектор промисловості України в умовах нової економічної політики (1921—1928 рр.) (за заг рел. О. М. Бута). Донецьк: ТОВ Юго-Восток, Лтд, 2008. — 355с.
- «Історія України» — навч. посіб. для студ. вищих навчальних закладів, рекомендов. МОН України /співавт./. — Донецьк. 2004.
- Історія України: посібник для студентів неісторичних спеціальностей вищих навчальних закладів (співавтор). — Донецьк: ДонДУ, 1999. — 205 с.
- Історія України: проблемні лекції для студентів неісторичних спеціальностей вищих навчальних закладів: начальний посібник [О. М. Бут, М. І. Бушин та ін.]. — Черкаси: ЧДТУ, 2012. — 522 с.
- Історія України: підручник. для студентів неісторичних спеціалльностей вищих навчальних закладів / [О. М. Бут, М. І. Бушин, Ю. І. Вовк та ін.]; за заг. ред. д.і.н., проф. М. І. Бушина, д.і.н., проф. О. І. Гуржія; М-во освіти і науки України. Черкас. держ. технол. ун-т. — Черкаси: «Український літопис», 2016. — 644с.
- Бушин М. І., Бут О. М., Гуржій О. І.. Ховрич С. М. Історія та культура України [Текст]: підручник для студентів техн. спец. ВНЗ / М. І. Бушин, О. М. Бут, О. І. Гуржій, С. М. Ховрич — Черкаси. — 2018. — 1055с.:іл.
- Реабілітовані історією. У 27-ми томах: Науково-документальна серія книг. — Реабілітовані історією. Донецька область. Кн. 1-9. / заст. голови Донецької обл. редкол., співавтор / — Донецьк — К. — 2004 — 2012.

Та два посібника з історії України (1999 р., Донецьк,) для студентів неісторичних спеціальностей та для студентів технічних спеціальностей «Історія України» (2012 р., Черкаси)
Загальна кількість наукових та науково-методичних робіт становить близько 300 одиниць.

## Нагороди
Багатогранна робота в сфері модернізації навчально-педагогічного процесу наукової діяльності у вищій школі і суспільно-політичному житті країни професора О. М. Бута отримала широке визнання: нагороджений медаллю СРСР «За доблесний труд» (1970 р.), грамотою та Знаком Міністерства вищої і середньої спеціальної освіти України (1977,1980), Почесною грамотою Міністерства вищої і середньої спеціальної освіти СРСР (1979 р.), знаком МОН України «Відмінник освіти України» (1999 р.), Почесною подякою Донецької обласної Ради (2000 р.), Дипломом і знаком Лауреата премії ім. академіка Д. І. Яворницького Всеукраїнської спілки краєзнавців України (2001 р.), Почесною грамотою (2004 р.) та Подякою Донецької обласної державної адміністрації (2007 р.), Почесною подякою Торезької міської Ради і міського Голови Донецької області (2009 р. 2010 р.).
Відзначений: грамотою і медаллю «За заслуги перед українським народом» Верховної Ради України (2007 р.), Почесною медаллю Дніпропетровського національного університету ім. О. Гончара «За вірну службу» (2010 р.), Золотою медаллю ім. М. І. Туган-Барановського Академії економічних наук України (2011 р.), Заслужений професор ДонНУ (2013 р.), Подяка Донецького національного університету ім. Василя Стуса (2017 р.), Нагрудним знаком МОН України «За наукові та освітні досягнення» (2017 р.)

## Монографії
1. Совершенствование организационно-партийной работы и идейной закалки коммунистов парторганизаций Донбасса в условиях развитого социализма. Авт. кол.: Г. Я. Пономаренко (рук.), А. Н. Бут и др. — Донецк: ДонГУ, 1982. — 231с. — Деп. в ИНИОН АН СССР. 4.03.1983, № 12458
2. Идейно-политическое и организационное укрепление партийных организаций Донбасса [Историческая монография] / Г. Я. Пономаренко (руков.) В. А. Носков, А. Н. Бут и др. — Киев: Вища школа, 1987. — 223с.
3. Очерки истории Донецкой областной комсомольской организации / авт. кол.: Г. Я. Пономаренко (рук.), А. Н. Бут и др., редкол.: В. И. Бутко (председ.) Г. Я. Пономаренко, А. Н. Бут. — К.: Молодь, 1987. — 296;ил.
4. Бут О. М. Проблеми управління промисловістю: історичний досвід і уроки: на матеріалах партархівів України 1921—1941 рр. [монографія] / О. М. Бут. — К.: Либідь, 1990. — 228с.
5. Бут А. Н. Сталинизация промышленности: развитие и размещение производительных сил УССР (вторая половина 19920-30-е годы / А. Н. Бут // ред. Г. А. Черниченко. — Донецк: ДонГУ, 1997. — 57с.
6. Бут А. Н. НЭП в Украине: развитие и размещение производительных сил / А. Н. Бут // ред. Г. А. Черниченко.- Донецк: ДонГУ, 1997. — 57с.
7. Никольский В. Н. Бут А. Н., Добров П. В. Шевченко В. А. Книга памяти греков Украины [Монография]. — Д.: Регіон, 2005. — 336с.
8. Бут А. Н. «Экономическая контрреволюция» в Украине в 20-30-е годы ХХ века: от новых источников к новому осмыслению / А. Н. Бут, П. В. Добров // под общ. ред. А. Н. Бута. — Донецк: КИТИС, 2000. — 314с.
9. Бут О. М. «Економічна контрреволюція» в Україні в 20-30-ті роки ХХ століття: від нових джерел до нового осмислення / О. М. Бут, П. В. Добров // за заг.ред О. М. Бута.- Вид.друге, випр. і доп., з іл. — Донецьк: Укр НТЕК, 2002. — 316 с.
10. Бут А. Н. Правда через годы. Статьи, воспоминания, документы / А. Н. Бут, Г. М. Захарова, З. Г. Лихолобова. Вып. 5. -Д.: Регион, 2001. — 157 с.
11. Бут О. М. Недержавний сектор промисловості України в умовах нової економічної політики (1921—1928 рр.): Монографія / О. М. Бут. В. С. Бондаренко. К. В. Нікітенко // за заг.ред. О. М. Бута. — Д.: ТОВ Юго-Восток-Лтд., 2008. — 385с.
12. Реабілітовані історією. У 27-ми томах: Науково-документальна серія книг. — Реабілітовані історією. Донецька область. Кн. 1-9. / заст. голови Донецької обл. редкол., співавтор / — Донецьк — К. — 2004 — 20012.